# Prisoje (Tomislavgrad, BiH)
Prisoje je naseljeno mjesto u općini Tomislavgrad, Federacija Bosne i Hercegovine, BiH. Nalazi se na obali Buškog jezera.
Zbog velikoga broja svećenika i redovnika poteklih iz mjesta, poznato je i pod nadimkom »Mali Vatikan«.

## Stanovništvo

### Popisi 1971. – 1991.
| Prisoje            |                |                |                |
| godina popisa      | 1991.          | 1981.          | 1971.          |
| Hrvati             | 1141 (99,21 %) | 1319 (99,24 %) | 1763 (99,43 %) |
| Muslimani          | 0              | 0              | 3 (0,16 %)     |
| Srbi               | 0              | 0              | 4 (0,22 %)     |
| Jugoslaveni        | 0              | 6 (0,45 %)     | 0              |
| ostali i nepoznato | 9 (0,78 %)     | 4 (0,30 %)     | 3 (0,16 %)     |
| ukupno             | 1150           | 1329           | 1773           |

### Popis 2013.
| Prisoje            |                |
| godina popisa      | 2013.          |
| Hrvati             | 1106 (99,91 %) |
| Bošnjaci           | 0              |
| Srbi               | 0              |
| ostali i nepoznato | 1 (0,09 %)     |
| ukupno             | 1107           |

## Poznate osobe
- Dražen Kutleša, zagrebački nadbiskup i metropolit[2]
- Vlado Šola, bivši rukometni vratar[4]
- Gordan Grlić Radman, hrvatski diplomat

## Vanjske poveznice
- Stranica o Prisoju  Arhivirana inačica izvorne stranice od 10. lipnja 2010. (Wayback Machine)
- Župa Prisoje "Uznesenja Blažene Djevice Marije"